# 多武良哲三
多武良 哲三（たむら てつぞう、1905年5月11日 - 1962年3月16日）は、日本の政治家。衆議院議員（1期）。

## 経歴
愛知県出身。1935年東京帝国大学商科卒。(株)明電舎平坂、名古屋各工場長、同名古屋製作所副所長、同監査役、取締役、三光商事(株)取締役社長となる。
1949年の第24回衆議院議員総選挙では愛知2区から民主自由党公認で立候補して当選した。衆議院議員を1期務めた。この間民主自由党政調会文部副部長を務めた。1952年の第25回衆議院議員総選挙では自由党公認で立候補して落選。1953年の第26回衆議院議員総選挙には立候補しなかった。
このほか西枇杷島町監査委員、愛知県卓球協会名誉会長、名古屋電気学園理事、愛知工業大学事務局長を歴任した。